# ミルハウス
ミルハウス (Mill House) はイギリスの競走馬。1960年代に障害競走で活躍し、アークルのライバルとなった。
デビュー以来、ナショナルハント競走のみに出走している。ミルハウスはアークルと同世代だが、一足先にチェイスの大レースに挑み、1963年に6歳にしてチェルトナムゴールドカップに優勝した。
そして1963年11月30日にヘネシーゴールドカップでアークルと初対決する。このときはミルハウスが勝利しアークルは3着に敗れた。しかし、翌年のチェルトナムゴールドカップやヘネシーゴールドカップなどではアークルに実力の違いを見せ付けられ、結局生涯5回の対戦で勝利したのは最初の一回だけだった。
1966年末にアークルが故障によりターフを去ったあとも出走を続けたが、さすがに衰えを見せはじめ、1968年にウィットブレッドゴールドカップで落馬により競走中止したのを最後に引退した。

## 主な勝ち鞍
- チェルトナムゴールドカップ（1963年）
- ヘネシーゴールドカップ（1963年）
- キングジョージ6世チェイス（1963年）
- ウィットブレッドゴールドカップ（1967年）